# Geuzenveld-Slotermeer

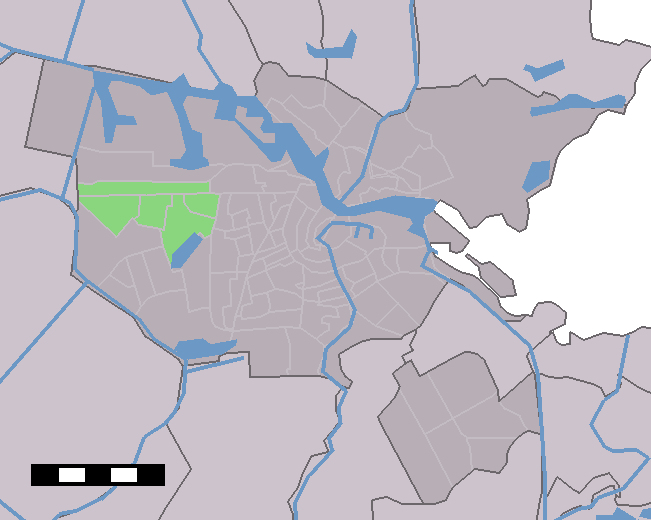
Läge i Amsterdams kommun.

Geuzenveld-Slotermeer är en stadsdel i den nederländska huvudstaden Amsterdam. Stadsdelen hade 2003 totalt 40 605 invånare och en total area på 10,05 km².